# コインロッカー・ベイビーズ (バンド)
コインロッカー・ベイビーズ（THE COINLOCKER BABYS）は、日本のロックバンド。1986年に結成し、1989年に解散した。

## 概要
メンバーは山中さわお、岩田こうじ、吉田つとむの三人。(結成時は山中さわおの実兄・山中英俊がベースを担当していた。)
髪を逆立てるなどのファッションから受けるパンク・ロック風の印象とは対照的に、ボーカル・ギターの山中の作詞作曲によるアコースティックなサウンドの楽曲を多く演奏していた。またレコードやコンパクトディスクなどによるメディアから作品を発表することはなかったが、楽曲を製作した際はデモテープを自主作成していた。

## 来歴
1986年に北海道で結成。バンド名の由来は山中が村上龍の小説「コインロッカー・ベイビーズ」に当時感銘を受け、そのままバンド名として採用したことによる。
1989年、山中が元KENZI & THE TRIPSの上田ケンジと共にthe PILLOWSを結成するため解散となる。the PILLOWSでは、コインロッカー・ベイビーズ活動時に作成した楽曲のうち数曲を引き続き演奏・録音していた。
the PILLOWSが活動を停止していた1993年に再結成し、ツアーを行った。また、Mr.Childrenの鈴木英哉をサポートに迎えるライブが数回行われた。鈴木の本来の担当楽器はドラムスであるが、コインロッカー・ベイビーズではギターを担当していた。

## メンバー
山中さわお（やまなか さわお）
ボーカル・ギター担当。
1989年にthe PILLOWSを結成する。
山中さわお個人についての詳細は山中さわおのページを参照のこと。
岩田こうじ（いわだ こうじ）
ベース担当。
1991年にTHE CHEWINGGUM WEEKENDを結成する。
吉田つとむ（よしだ つとむ）
ドラムス担当。